# Hemarthria depressa
Hemarthria depressa là một loài thực vật có hoa trong họ Hòa thảo. Loài này được Heuvel mô tả khoa học đầu tiên năm 2000.